# カラフトダイコンソウ
カラフトダイコンソウ（樺太大根草、学名:Geum macrophyllum var. sachalinense）は、バラ科ダイコンソウ属の多年草。別名、チシマダイコンソウ（千島大根草）。

## 特徴
植物体全体に針のような黄赤色の長く粗い毛が生え、特に茎の下部に多い。茎は上部でまばらに分枝し、枝は横に広がる。根出葉は羽状複葉で、柄があり、頂小葉は円形で縁に不ぞろいな鋸歯があり、側小葉はごく小型で1-2対つく。茎につく葉は互生し、側小葉がなく、下部のものは卵円形で3浅裂し、上部のものは3中裂して側裂片が広く開き、先端はとがり、縁に粗い鋸歯がある。
花期は7-8月。花は径約15mmで、枝の先または柄の先にまばらに1個つける。花柄には密生する短毛のほか剛毛が生える。萼片は5個で花時には反り返る。花弁は黄色で5枚。雄蕊と心皮は多数あり、離生する。集合果は球状で、痩果は紡錘形になり粗い毛がある。

## 分布と生育環境
日本では、北海道、本州中部地方以北に分布し、山地に生育する。世界では、樺太、千島に、種としては、北アメリカに分布する。

## シノニム
- Geum aleppicum Jacq. var. sachalinense (Koidz.) Ohwi
- Geum japonicum Thunb. var. sachalinense Koidz.
- Geum macrophyllum Willd. subsp. fauriei (H.Lév.) Vorosch.